# Il Volo
Az Il Volo (magyarul: A repülés) egy olasz popera trió, tagjai: Gianluca Ginoble (bariton), Piero Barone és Ignazio Boschetto (tenorok). A 2015-ös Sanremói Dalfesztivál megnyerésével ők képviselhették Olaszországot a 2015-ös Eurovíziós Dalfesztiválon, Bécsben. Itt harmadik helyezést értek el, habár hatalmas, 80 pontos fölénnyel végeztek a nézői szavazatok listájának élén.

## Történet

### A kezdetek (2009–10)
2009-ben Gianluca Ginoble, Piero Barone és Ignazio Boschetto részt vettek a Rai 1 által rendezett tehetségkutató műsorban, a Ti lascio una canzone-ban. Az első néhány epizódban egyénileg versenyeztek. Gianluca megnyerte a show első epizódját Andrea Bocelli Il mare calmo della sera című dalával, majd a május 2-án rendezett döntőnek is ő lett a győztese.
Roberto Cenci, a show megalkotója és rendezője állt elő az ötlettel, hogy a három fiú együtt énekeljen. Nem titkolt szándéka volt egy hasonló trió létrehozása, mint a legendás Három Tenor (Plácido Domingo, José Carreras és Luciano Pavarotti). A fiúk a műsor negyedik epizódjában énekeltek először együtt, a klasszikus ’O sole mio című dalt adták elő.
A Los Angelesben élő olasz énekes-dalszerző, zenei producer Tony Renis véletlenül fedezte fel az előadást a Rai International-on keresztül. Lenyűgözte a fiúk produkciója, ezért Cenci segítségével szervezett egy találkozót velük. Mivel nem voltak még 18 évesek, Cenci a fiúk szüleivel tárgyalt, akik úgy döntöttek, elfogadják Renis ajánlatát, és megkezdhetik a közös munkát.
Peter Lopez ügyvéd segítségével Renis tárgyalni kezdett a Geffen Recordsnál dolgozó Jimmy Iovine-val és Ron Fair-rel, akik lemezszerződést ajánlottak a csapatnak - ezzel ők lettek az első olasz előadók, akik közvetlenül szerződtek egy amerikai lemezkiadó céggel. Michele Torpedine producer kezdett el velük dolgozni mint menedzser.
Kezdetben az együttes neve 'I Tre Tenorini' volt, majd ezt megváltoztatták 'The Tryo'-ra. E név alatt vettek részt a 2010-es 'We Are The World: 25 for Haiti' elnevezésű jótékonysági akcióban, melynek során az 1985-ös We Are The World című sláger remake-ét készítették el sok más előadóval együtt.
Ugyanezen év februárjában előadták a Granada és az Un amore così grande című dalokat Ránija jordán királyné előtt a 60. Sanremói Dalfesztiválon.
2010 végén vették fel végleges nevüket, ez lett az 'Il Volo' (magyarul: a repülés).

### Il Volo(2010–12)
2010-ben elkezdtek dolgozni első stúdióalbumukon, melynek felvételei a londoni Abbey Road Studios-ban zajlottak. A lemez producerei Tony Renis és Humberto Gatica voltak. Az Il Volo című albumon megtalálhatóak világslágerek és olasz klasszikusok feldolgozásai, mint például: Il Mondo, Un amore così grande, 'O sole mio, El reloj vagy Charlie Chaplin Smile című dala; emellett tartalmaz Diane Warren és Walter Afanasieff által, a trió számára írt dalokat is.
A lemez 2010. november 30-án jelent meg Olaszországban, és a 6. helyig jutott az olasz albumlistán, később platina minősítést ért el.
Az album nemzetközi verziója 2011. április 12-én jelent meg az USA-ban, a Geffen Records gondozásában. Ezt promotálva felléptek többek között az American Idol tizedik szezonjában, a The Tonight Show-ban, a Good Morning America-ban, az Ellen DeGeneres Show-ban, valamint a The Early Show-ban. Az USA-ban az album vezető kislemeze az ’O sole mio volt. Megjelenésének első hetében az album tizedik helyet ért el a Billboard 200 listán, és vezette a Klasszikus Albumok listát 23 ezer eladott példánnyal. Több országban szintén bekerült az első tízbe (Belgium, Franciaország, Németország, Új-Zéland, Hollandia), az osztrák Ö3 Austria Albums Chart listán pedig első helyet ért el.
2011 júniusában napvilágot látott a lemez spanyol nyelvű verziója, Il Volo (Edición en Español) címmel. Ez a kiadás kereskedelmi siker lett Mexikóban, hatodik helyezést ért el, és platinalemezzé nyilvánították. Akárcsak az USA-ban, ahol vezette a Billboard Latin Pop Albums listáját, és elnyerte az RIAA Latin arany minősítését, több mint 50 ezer eladott példánnyal országszerte. Ez is hozzájárult ahhoz, hogy a trió két kategóriában is (Legjobb új előadó, Legjobb album duótól vagy együttestől) versenybe szállhatott a 12. Latin Grammy-díjátadón (2011).
A csapat 2011 februárjában és október 13-án fellépett a The Talk című tévéműsorban. Július 31-én előadták az 'O sole mio és a This Time című dalokat Szingapúrban, a President's Star Charity Show keretén belül, ezzel támogatva a fogyatékkal élőket. 2011. szeptember 4-én előadták az 'O sole mio-t és a Smile-t az MDA Labor Day Telethon keretein belül. Szeptember 11-én feltűntek a Törtetők című sorozat záró epizódjában.
Október 27-én felléptek a Detroit Opera House-ban, ahol felvették első koncert DVD-jüket, amely Il Volo – Takes Flight – Live from the Detroit Opera House címmel jelent meg. Ezt a koncertet december 7-én mutatták be a PBS csatornán, több ezer ember láthatta Detroitban és Kanada 1000 városában.
November 21-én megjelent első középlemezük Christmas Favourites címmel, amely tartalmaz egy duettet Pia Toscano-val is. Ugyanekkor újra kiadták debütáló albumukat egy különleges kiadásban, mely tartalmazza a középlemez dalait is.
December 22-én a The Tonight Show with Jay Leno vendégei voltak, ahol a Christmas Song-ot énekelték el.
2012. február 28-án jelent meg új CD-jük és DVD-jük Il Volo – Takes Flight – Live from the Detroit Opera House címmel. Ezt a koncertet a PBS állomásain sugározták az USA-ban és Kanadában, majd augusztustól októberig turnéztak ezekben az országokban.
2012 októberében és novemberében a trió Barbra Streisand-dal lépett fel. A Smile és a Make My Garden Grow című dalokat énekelték vele, valamint előadták az 'O sole mio-t és az Un amore così grande-t.

### We Are Love(2012–13)
2012. november 19-én jelent meg az Il Volo második nagylemeze, We Are Love címmel. Az album 12 dalt tartalmaz, melyek három nyelven (olasz, angol, spanyol) szólalnak meg, valamint találhatók rajta duettek Plácido Domingo spanyol, és Eros Ramazzotti olasz énekessel. Négy feldolgozás, valamint nyolc új dal jelent meg a lemezen, melyeket Diane Warren, Luis Bacalov és a Latin Grammy-díjas Edgar Cortazar szerzett. Ezenkívül megtalálható rajta a Hidden Moon című film főcímdala (Luna Nascosta), melyet 2012-ben vettek fel. A dal bekerült az Akadémia által kiválasztott 75 szerzemény közé, melyek versenybe szálltak a jelölésért a legjobb eredeti dal kategóriájában a 2013-as Oscar-díjátadón.
November 28-án a trió fellépett a 80. Rockefeller Center Karácsonyi Gyertyagyújtás alkalmából New York-ban - ezt az eseményt az NBC csatorna országszerte közvetítette. December 11-én előadták az Il Mondo-t és az új album címadó dalát, a We Are Love-ot a 2012-es Nobel-békedíj Koncerten Oslóban, V. Harald norvég király jelenlétében.
2013. április 9-én megjelent a We Are Love spanyol verziója, Más Que Amor címmel, amely tartalmaz egy duettet Belinda mexikói énekesnővel. Az album első helyen nyitott a Billboard Latin Pop Albums listáján, és második helyet ért el a Billboard Top Latin Albums listán. Mexikóban és Argentínában arany minősítést ért el a lemez.
Április 25-én előadták az El Triste című dalt a 2013-as Latin Billboard Zenei Díjátadó Gálán, José José énekes tiszteletére.
Június 16-án felléptek a 40. Daytime Emmy-díjátadó ünnepségen, a Más Que Amor-t adták elő.
Július 11-én elénekelték az USA nemzeti himnuszát a Dodger Stadiumban (Los Angeles), a Colorado Rockies - Los Angeles Dodgers mérkőzés előtt.

### Buon Natale – The Christmas Album(2013–14)
2013. október 26-án megjelent a Buon Natale: The Christmas Album nemzetközi verziója, amelyen megtalálható volt több híres amerikai karácsonyi dal, két latin, egy spanyol és egy német dal, valamint duettek Pia Toscano-val és Belindával. A lemez első helyen debütált a Billboard Ünnepi Albumok listáján, majd elérte a Billboard Klasszikus Albumok listájának első helyét is. Az O Holy Night kislemez 27. helyet ért el a Billboard Adult Contemporary listán. Novemberben megjelent a lemez különleges olasz kiadása, amely tartalmazza többek között a Bianco Natale és az Astro Del Ciel című dalokat. A Rolling Stone magazin publikálta weboldalán az O Holy Night, a White Christmas és a Santa Claus Is Coming To Town a cappella verzióját.
2014 februárjában a triót két kategóriában jelölték a Latin Billboard Zenei Díjátadón. A rendezvény Miamiban, a BankUnited Centerben került megrendezésre április 24-én, és a Telemundo élőben közvetítette. Az Il Volo elnyerte 'Az év legjobb csapata' díjat a latin pop albumok kategóriában, valamint az 'El Pulso Social' díjat, mivel az csapat közösségi oldalainak volt a legmagasabb az aktivitása a díjátadó ideje alatt. Ezenkívül megkapták a legjobb latin pop előadónak járó díjat is (duó vagy csapat kategóriában).
2014-ben a trió az új nagylemez előkészületein munkálkodott, melynek megjelenését 2015-re tervezték.
Június 1-jén Veronában, a Lo spettacolo sta per iniziare című olasz TV-showban tették tiszteletüket, ahol az amerikai énekesnővel, Anastaciával is színpadra álltak. A műsort a RAI1 televíziós csatorna élőben közvetítette.
Júniusban visszatértek Észak-Amerikába, egy 15 állomásos koncertturnéra az USA-ban és Kanadában. Ezen a turnén már élő zenekar kísérte őket. Legsikeresebb dalaikat adták elő, és a koncertsorozat meglehetősen pozitív visszajelzést kapott a kritikusoktól. Júliusban és szeptemberben turnéztak először hazájukban, Olaszországban.
Augusztus 21-én az Il Volo elnyerte a 'Dúo or Grupo Favorito' díjat a Premios Tu Mundo díjátadón, amely a latin popkultúrát ünnepli az USA-ban, és a Telemundo élőben közvetíti.
December 14-én bejelentették, hogy indulnak a 2015-ös Sanremói Dalfesztiválon (2015. február 10-14.) egy vadonatúj dallal, melynek címe Grande Amore. December 21-én felléptek a hagyományos karácsonyi koncerten az olasz szenátuson, a legmagasabb állami tisztségviselők előtt. Az előadáson egy hallássérültekből álló gyermekkórus kísérte dalaikat jelnyelvvel. A koncert végén Giorgio Napolitano köztársasági elnök, valamint Pietro Grasso, a szenátus elnöke köszöntötte a csapatot.

### Sanremo Grande AmoreésEurovíziós Dalfesztivál(2015 – jelen)

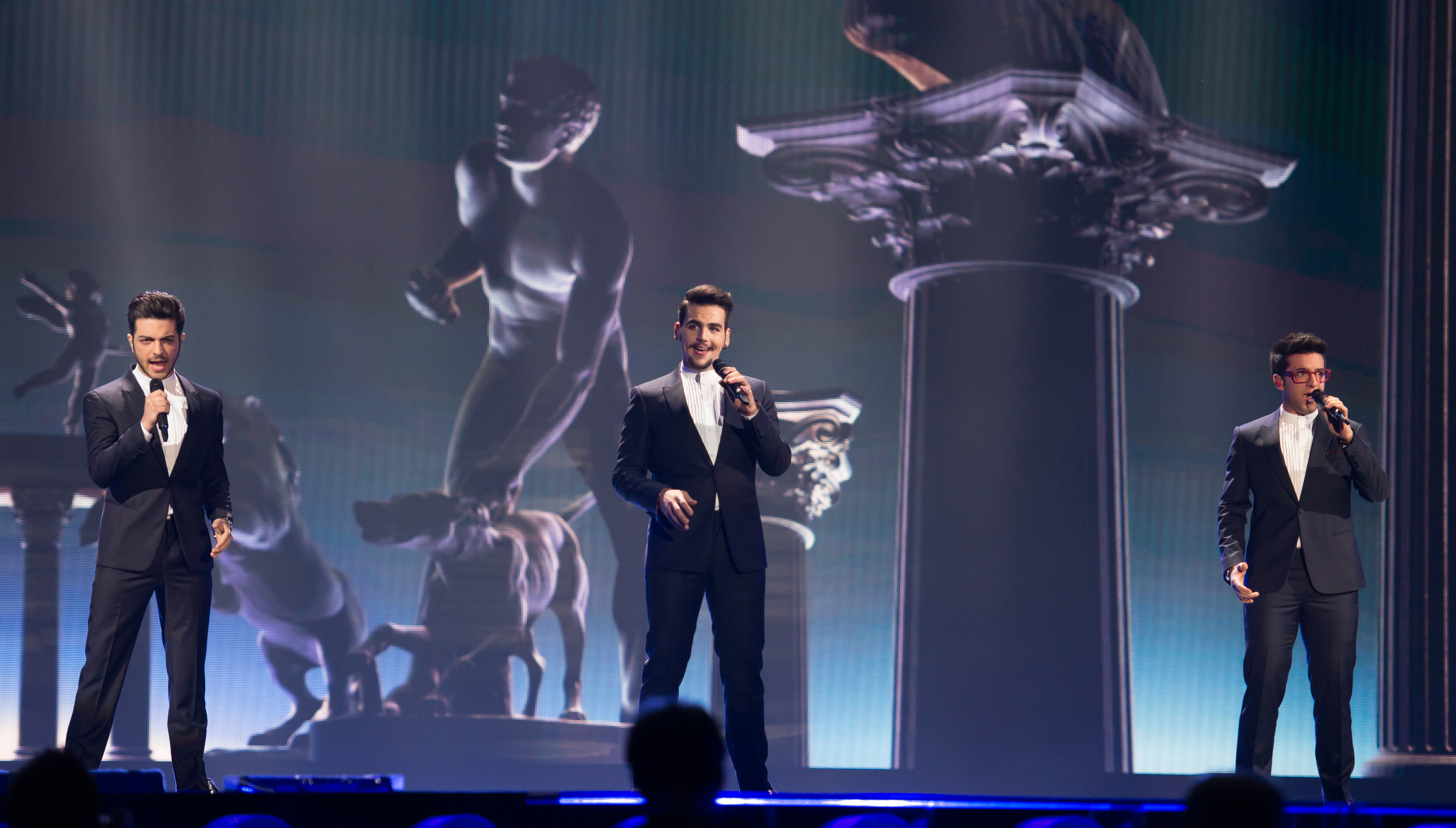
2015-ös Eurovíziós Dalfesztivál

2015. február 14-én részt vettek a Sanremói Dalfesztiválon, és a szavazatok 39,05%-át bezsebelve megnyerték a versenyt. Ezzel elnyerték a jogot Olaszország képviseletére a 2015-ös Eurovíziós Dalfesztiválon, Bécsben. Mivel az ország az Öt Nagy tagja, automatikusan a döntőbe kerültek, melyet 2015. május 23-án rendeztek meg. Fellépési sorrendben utolsók, azaz 27.-ek voltak, az albán Elhaida Dani I'm Alive című dala után énekeltek. A Grande Amore harmadik helyezést ért el 292 ponttal, habár a televoting listát toronymagasan, 80 ponttal vezették. A Marcel Bezençon-díj 'Sajtódíj' kategóriájában ők győztek, ezt a díjat a dalfesztivál akkreditált újságírói ítélik oda.
A Sanremo Grande Amore című középlemez február 20-án jelent meg Olaszországban, és dupla platina minősítést ért el. Negyedik stúdióalbumuk, a L'amore Si Muove szeptemberben jelent meg, és a második helyen debütált az olasz listákon.
A trió fellépett a 2015-ös Columbus Day Parade-on, New Yorkban.
2021-ben a trió koncertet adott a veronai Arénában Ennio Morricone olasz zeneszerző tiszteletére, és kiadott egy Maestro Morricone-nak szentelt tribute albumot Il Volo Sings Morricone címmel.
2024-ben ismét szerepelni fognak a Sanremói Dalfesztiválon.

## Tagok
- Piero Barone (Naro, 1993. június 24. -)[69]
- Ignazio Boschetto (Bologna, 1994. október 4. -)[69]
- Gianluca Ginoble (Roseto degli Abruzzi, 1995. február 11. -)[69]

## Diszkográfia
- Il Volo (2010)
- Christmas Favorites [középlemez] (2011)
- We Are Love (2012)
- Buon Natale: The Christmas Album (2013)
- Sanremo Grande Amore [középlemez] (2015)
- Grande Amore / Grande Amore International Version / L'amore Si Muove (2015)
- Ámame (2018)
- Musica (2019)
- Il Volo Sings Morricone (2021)

## Külső hivatkozások
- Hivatalos weboldal

## Fordítás
- Ez a szócikk részben vagy egészben  az   Il Volo című angol Wikipédia-szócikk fordításán alapul.  Az eredeti cikk szerkesztőit annak laptörténete sorolja fel. Ez a jelzés csupán a megfogalmazás eredetét és a szerzői jogokat jelzi, nem szolgál a cikkben szereplő információk forrásmegjelöléseként.